# 大雅区

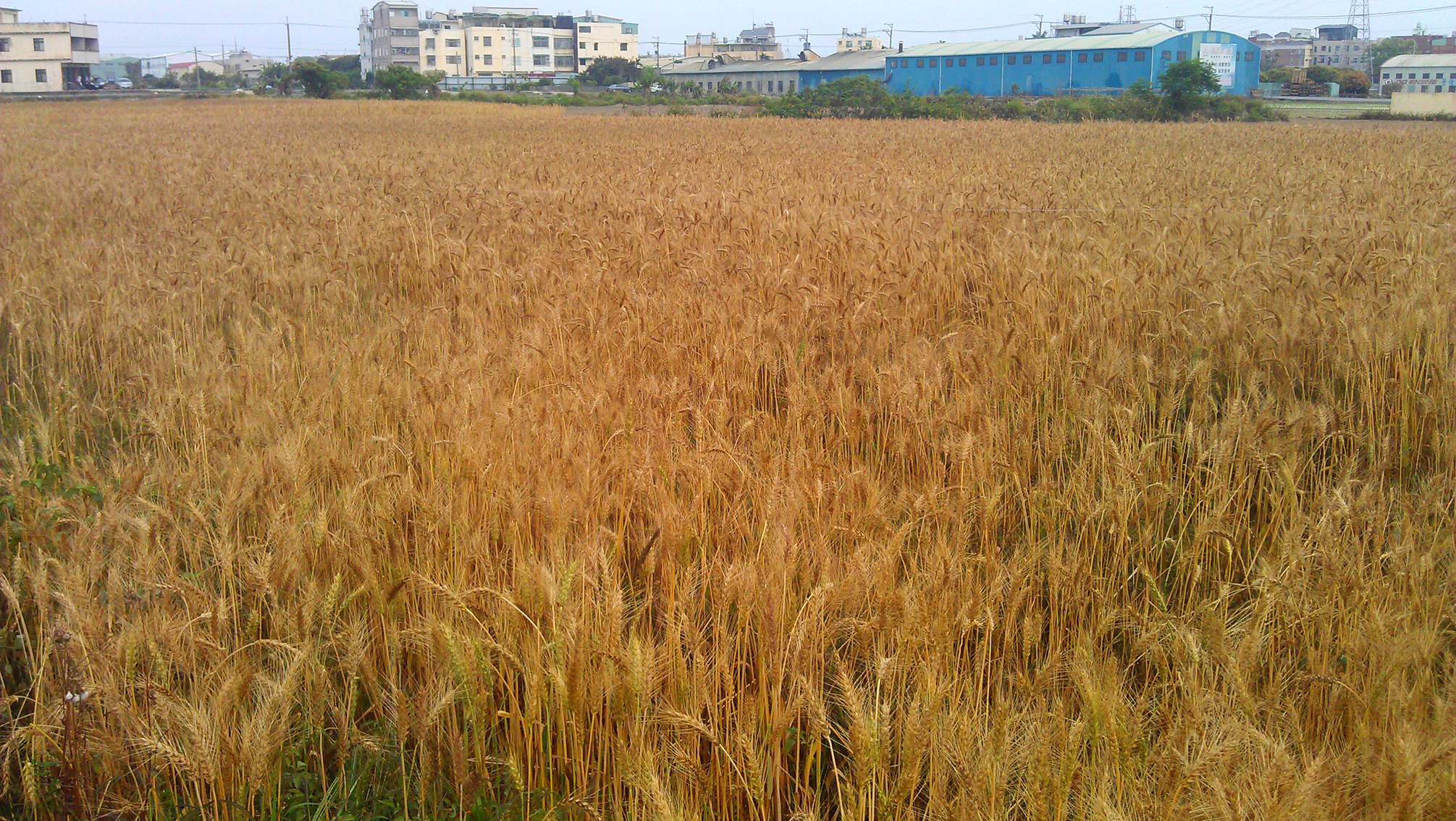
員林里のコムギ畑

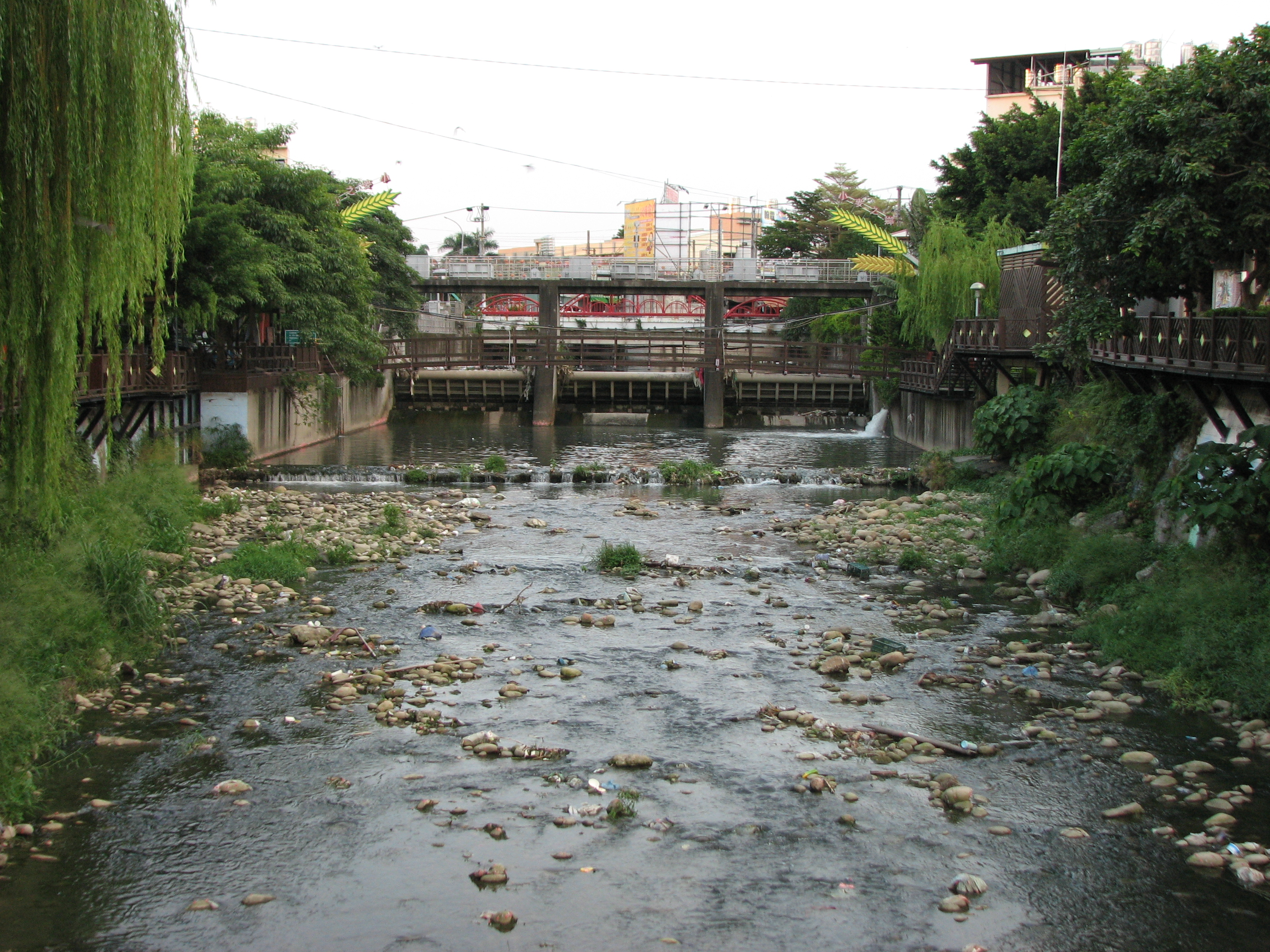
大雅放水路と紅圳壩仔埤

大雅区（ダーヤー/だいが-く）は、台中市の市轄区。コムギ・オオムギ・ソバの生産が盛んである。また、台中空港（台湾空軍清泉崗飛行場）敷地の一部が区内にある。

## 行政区
| 里 |
| --- |
| 大雅里、上雅里、文雅里、員林里、忠義里、秀山里、六宝里、横山里、二和里、三和里、四徳里、西宝里、上楓里、大楓里、雅楓里 |

## 歴代区長
| 代 | 氏名 | 任期 |
| -- | ---- | ---- |

大雅區區長（現制）
- 李政峯：2010年12月25日－2012年07月11日
- 江惠雯：2012年07月12日－2015年07月05日
- 李順彬：2015年07月06日－現任

## 教育

### 高級中学
- 国立中科実験高級中学

### 国民中学
- 台中市立大雅国民中学
- 台中市立大華国民中学

### 国民小学
| - 台中市立大雅国民小学 - 台中市立三和国民小学 - 台中市立大明国民小 | - 台中市立上楓国民小学 - 台中市立汝鎏国民小学 - 台中市立陽明国民小学 | - 台中市立文雅国民小学 - 台中市立六宝国民小学 |

### 特殊学校
- 私立恵明学校
- 台中日本人学校

## 交通
| 種別     | 路線名称     | その他 |
| -------- | ------------ | ------ |
| 高速道路 | 中山高速道路 | 大雅IC |
| 省道     | 台1乙線      |        |
| 省道     | 台10線       |        |

## 観光

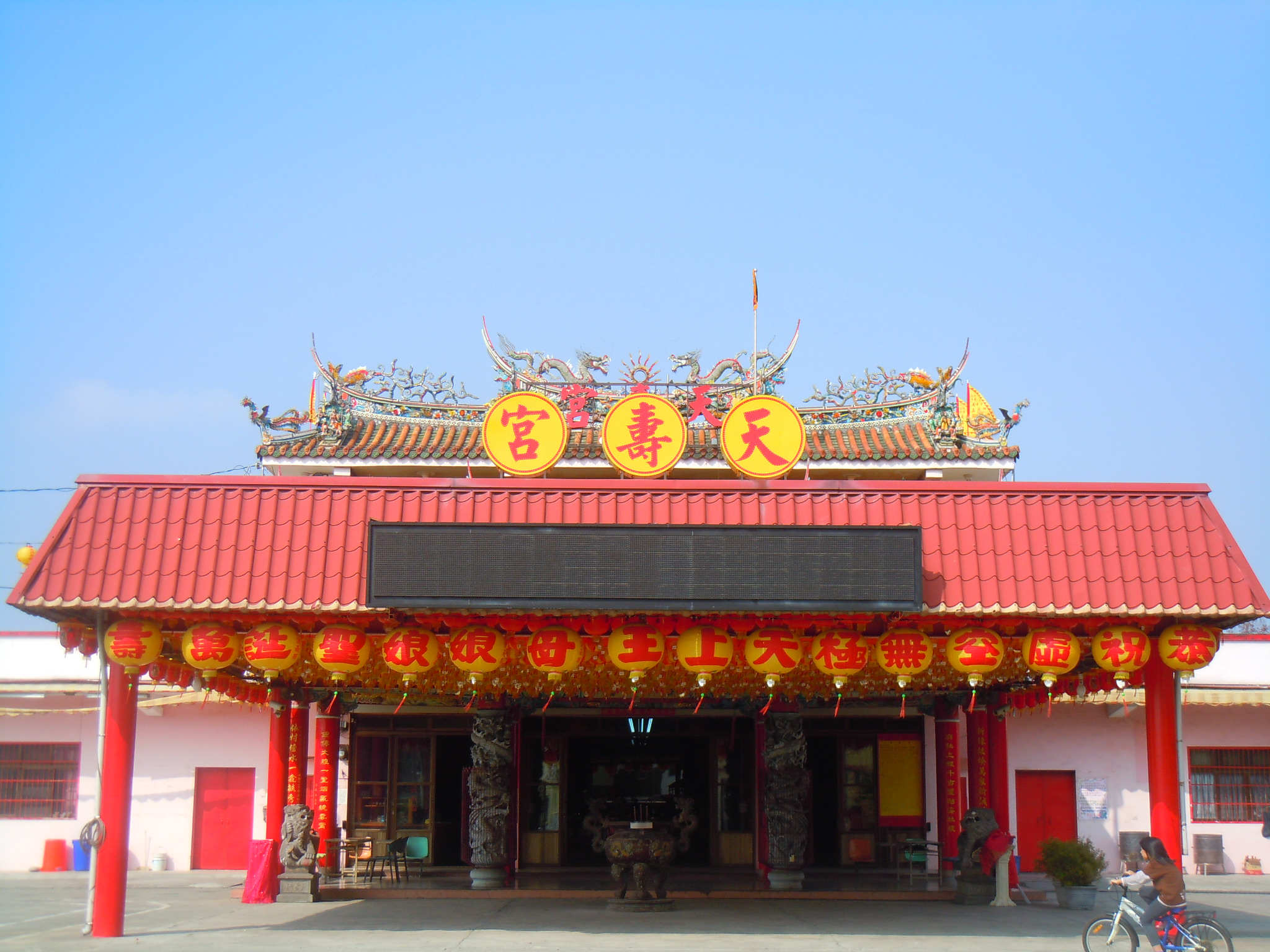
上楓天寿宮

- 大雅永興宮（中国語版）
- 大雅永興宮（中国語版）
- 九天玄女廟（中国語版）
- 潭雅神自転車道（中国語版）
- 大雅公園
- 大雅朝順宮（中国語版）
- 九天霊修院
- 竜善寺
- 福徳祠